# Цеханя
Цеха́ня (пол. Ciechania, русин. Тиханя) — несуществующее село в Польше, находится на территории гмины Кремпна, Ясленского повята, Подкарпатского воеводства.

## История
Село было основано в XVI веке и принадлежало Миколаю Стадницкому герба Шренява (без креста). На протяжении веков в селе проживали лемки, исповедующие грекокатолицизм. В 1944 году село было опорным пунктом немецких войск. В 1945 году все жители села были высланы во время операция «Висла» на западные земли Польши.
До 2006 года долина, в которой располагаются руины села, входила в туристический маршрут.
В настоящее время на территории села сохранились руины фортификационных сооружений немецкого опорного пункта, небольшая церковь, старое кладбище, станция Магурского национального парка.